# Estación San Mauricio
San Mauricio es una estación ferroviaria ubicada en la localidad de San Mauricio, partido de Rivadavia, Provincia de Buenos Aires, Argentina.

## Ubicación
La estación se encuentra a 528 km de la Ciudad Autónoma de Buenos Aires, y a 15 km de la localidad de González Moreno.

## Servicios
No presta servicios de pasajeros. Sus vías están concesionadas a la empresa de cargas Ferroexpreso Pampeano